# Ääntoselkä
Ääntoselkä är en kulle i Finland.   Den ligger i den ekonomiska regionen  Fjäll-Lappland  och landskapet Lappland, i den norra delen av landet, 900 km norr om huvudstaden Helsingfors. Toppen på Ääntoselkä är 283 meter över havet.
Terrängen runt Ääntoselkä är platt, och sluttar västerut. Trakten runt Ääntoselkä är nära nog obefolkad, med mindre än två invånare per kvadratkilometer. Det finns inga samhällen i närheten. 